# 위르겐 클로프
위르겐 노르베르트 클로프(독일어: Jürgen Norbert Klopp, 독일어 발음: [ˈjʏʁɡn̩ ˈklɔp] ( 듣기); 1967년 6월 16일~)는 독일의 축구 선수 출신 축구 지도자이다. 현역 시절 스트라이커와 수비수로 활동하였다. 현재 레드불 풋볼 그룹의 글로벌 축구 총괄이다.
대한민국에서는 성 'Klopp'의 어미 'pp'를 탁음으로 발음하지 않은 위르겐 클롭으로도 알려져 있다.

## 선수 경력
클로프는 마인츠 05 선수로써 1990년에서 2001년까지 있었다. 그는 본래 스트라이커였지만, 1995-96 시즌부터 수비수로 전향하였다.

## 지도자 경력
프로 지도자 경력을 시작하기 이전 클로프는 1987년부터 1988년까지 아인트라흐트 프랑크푸르트 II에서 선수로 활동하면서 프랑크푸르트 유소년팀의 감독을 겸직했다.

### 마인츠 05
클로프는 2001년 선수 경력을 마감한 후 마인츠 05의 감독으로 선임되며 프로 지도자 경력을 시작했다. 선수 시절, 자신을 지도했던 은사 볼프강 프랑크의 영향을 받은 클로프는 유기적인 움직임과 강력한 압박을 요하는 축구 철학을 팀에 녹여내기 시작하였다.
그 결과, 2000-01 시즌 도중에 부임했던 클로프는 3부 리그 강등 위기에 처했던 마인츠를 구해내는데 성공하였다. 바로 다음 시즌에는 마인츠를 분데스리가 2부 리그 14위에서 무려 4위까지 단번에 끌어올렸고, 이후 03-04 시즌 세 번의 도전 끝에 마인츠 창단 역사상 99년 만에 첫 1부 리그 승격까지 이뤄내었다.
승격 이후, UEFA 컵 2005-06에도 참여하였고 1부 리그에서도 준수한 결과를 냈으나 2007년 마인츠는 아쉽게 2부 리그로 강등되고 만다. 그는 한 시즌 더 팀의 감독으로 잔류하였지만, 마인츠가 다음 시즌 승격에 실패하자, 책임을 통감하며 자진 사임 의사를 밝혔다.

### 보루시아 도르트문트
2007-08 시즌을 13위로 마감하며 분데리스가에서 옛 영광을 찾지 못한 채, 부진에 허덕이던 독일의 명문 클럽 보루시아 도르트문트가 2008년 5월, 위르겐 클로프에게 감독직을 제안하였다.
그는 재정난을 겪고 있던 도르트문트를 맡아 부임 즉시 대대적인 리빌딩에 돌입하였다. 팀의 어려운 재정을 고려하여 제한된 자원으로 필요한 선수 구성을 알차게 하였고, 이른바 '게겐프레싱'(Gegenpressing)이라 불리는 전방 압박 전술을 팀의 전술적 색채로 이식하였다.
그렇게 부임 후 세 번째 해인 10-11 시즌에 이르러 클로프의 도르트문트는 9년 만에 분데스리가 우승 트로피를 획득하며 부활에 성공하였다. 바로 다음 해 11-12 시즌 역시 1위를 유지했고, 결국 분데스리가 2연속 우승까지 달성해냈으며 DFB-포칼에서도 우승을 차지했다. 이후 도르트문트는 2013년과 2014년에 DFL-슈퍼컵에서 우승을 거머쥐기도 하였다.
다만 14-15 시즌 도르트문트가 부진을 겪자, 클로프는 스스로 팀의 지휘봉을 내려 놓겠다는 의사를 밝혔다. 

### 리버풀 FC
도르트문트를 떠난 클로프는 휴식기를 가진 후 2015년 10월, 잉글랜드의 명문 클럽 리버풀 FC 감독으로 부임했다.
부임 당시, 리버풀은 몰락한 명가라는 말이 나올만큼 과거 유럽을 호령하던 그 위상은 찾기 힘들 정도로, 오랫동안 침체기를 겪고 있었다. 이전에 도르트문트를 부활시킨 경험이 있던 클로프는 리버풀에 '게겐프레싱'(Gegenpressing) 과 '존 프레싱(Zone pressing) ' 전술을 활용하여 확실한 팀 컬러를 부여했고, 위닝 멘탈리티를 심어가며 무너졌던 팀을 서서히 재건해 나갔다.
15-16 시즌 도중에 부임한 뒤, 첫 풀시즌인 16-17 시즌에 곧바로 리그 4위까지 끌어올리면서 리버풀을 챔피언스 리그 무대에 복귀시켰고, 17-18 시즌에는 오랜만에 복귀한 챔피언스 리그에서 단번에 결승까지 오르는 저력을 보여주었다. 이후 18-19 시즌에는 한층 발전하여, 14년 만에 UEFA 챔피언스 리그 우승을 차지했으며 리버풀에 통산 6번째 빅 이어를 안겨주었다.
2019년에는 UEFA 슈퍼컵과 FIFA 클럽 월드컵에서도 연달아 우승컵을 거머쥐었다. 그리고 19-20 시즌에 마침내 리버풀 서포터들의 간절한 염원이던 30년 만에 프리미어 리그 첫 우승이자, 1부 리그 통산 19번째 우승까지 달성하며 클로프는 리버풀의 새 전성기를 이끌어가고 있다.
21-22 시즌에는 잉글랜드 자국 컵 대회인 풋볼 리그 컵과 FA 컵 우승을 차례로 달성하였고, 이후 2022년 FA 커뮤니티 실드 우승까지 차지하면서 클로프는 리버풀 역사상 최초로 메이저 대회를 모두 제패한 감독에 올라서는 영광을 안게 되었다.
2024년 1월 26일, 클로프는 2023-24 시즌을 끝으로 리버풀의 감독직에서 스스로 물러날 것이라고 발표했다. 이후 2024년 풋볼 리그 컵 우승을 다시 한번 달성하였으며, 2024년 5월 20일 안필드에서의 고별전을 끝으로 리버풀과의 약 9년 간의 동행에 마침표를 찍었다.

## 언론가 경력
2005년부터 클로프는 ZDF의 독일 국가대표팀의 고정 평론가로 활동하였다. 이 활동은 UEFA 유로 2008을 끝으로 마감하였고, 올리버 칸이 그의 자리를 물려받았다. 남아프리카 공화국에서 개최한 2010년 FIFA 월드컵에서도 RTL에 퀸터 야우흐와 활동하기도 하였다. 2006년 10월 20일, 그는 스포츠쇼 부문에서 도이치 퍼언스프라이스상을 수상하였다.

## 사생활
클로프는 현재 두 번째 아내와 살고 있으며 슬하에 2남을 두고 있다.

## 기록

### 대회 기록
보루시아 도르트문트 (2008~2015)
- 분데스리가: 2010-11, 2011-12
- DFB 포칼: 2011-12
- DFL-슈퍼컵: 2013, 2014

리버풀 FC (2015~2024)
- 프리미어리그: 2019-20
- FA컵: 2021-22
- EFL컵: 2021-22, 2023-24
- FA 커뮤니티 실드: 2022
- UEFA 챔피언스리그: 2018-19
- UEFA 슈퍼컵: 2019
- FIFA 클럽 월드컵: 2019

개인 수상
- FIFA 올해의 감독: 2019, 2020
- 독일 올해의 감독: 2011, 2012, 2019
- Onze d'Or 올해의 감독: 2019
- Globe Soccer Awards 올해의 감독: 2019
- World Soccer Awards 올해의 감독: 2019
- IFFHS 올해의 클럽 감독: 2019
- ESPN 올해의 감독: 2020
- BBC 올해의 감독: 2020
- 프리미어 리그 이달의 감독: 2016년 9월, 2018년 12월, 2019년 3월 • 8월 • 9월 • 11월 • 12월, 2020년 1월, 2021년 5월, 2024년 1월
- 프리미어 리그 올해의 감독: 2019-20, 2021-22
- 잉글랜드 리그감독협회 올해의 감독: 2020, 2022
- 잉글랜드 리그감독협회 명예의 전당: 2019
- UK Coaching Awards Great Coaching Moment of the Year: 2019
- FWA Northern Managers Awards: 2019
- Northwest Football Awards: 2019-20
- The Top 50 Kindness Leaders: 2019
- Deutscher Fernsehpreis: 2006, 2010
- Mainzer Medienpreis: 2018

리그성적
| 연도    | 구단                | 리그          | 순위 | 경기 | 승 | 무 | 패 | 득 | 실 | 승점 |
| 2000-01 | 1.FSV 마인츠 05     | 2. 분데스리가 | 14   | 12   | 6  | 3  | 3  | 17 | 13 | 21   |
| 2001-02 | 1. FSV 마인츠 05    | 2. 분데스리가 | 4    | 34   | 18 | 10 | 6  | 66 | 38 | 64   |
| 2002-03 | 1. FSV 마인츠 05    | 2. 분데스리가 | 4    | 34   | 19 | 5  | 10 | 64 | 39 | 62   |
| 2003-04 | 1. FSV 마인츠 05    | 2. 분데스리가 | 3    | 34   | 13 | 15 | 6  | 49 | 34 | 54   |
| 2004-05 | 1. FSV 마인츠 05    | 분데스리가    | 11   | 34   | 12 | 7  | 15 | 50 | 55 | 43   |
| 2005-06 | 1. FSV 마인츠 05    | 분데스리가    | 11   | 34   | 9  | 11 | 14 | 46 | 37 | 38   |
| 2006-07 | 1. FSV 마인츠 05    | 분데스리가    | 16   | 34   | 8  | 10 | 16 | 34 | 57 | 34   |
| 2007-08 | 1. FSV 마인츠 05    | 2. 분데스리가 | 4    | 34   | 16 | 10 | 8  | 62 | 36 | 58   |
| 2008-09 | 보루시아 도르트문트 | 분데스리가    | 6    | 34   | 15 | 14 | 5  | 60 | 37 | 59   |
| 2009-10 | 보루시아 도르트문트 | 분데스리가    | 5    | 34   | 16 | 9  | 9  | 54 | 42 | 57   |
| 2010-11 | 보루시아 도르트문트 | 분데스리가    | 1    | 34   | 23 | 6  | 5  | 67 | 22 | 75   |
| 2011-12 | 보루시아 도르트문트 | 분데스리가    | 1    | 34   | 25 | 6  | 3  | 80 | 25 | 81   |
| 2012-13 | 보루시아 도르트문트 | 분데스리가    | 2    | 34   | 19 | 9  | 6  | 81 | 42 | 66   |
| 2013-14 | 보루시아 도르트문트 | 분데스리가    | 2    | 34   | 22 | 5  | 7  | 80 | 38 | 71   |
| 2014-15 | 보루시아 도르트문트 | 분데스리가    | 7    | 34   | 13 | 7  | 14 | 47 | 42 | 46   |
| 2015-16 | 리버풀 FC           | 프리미어리그  | 8    | 30   | 13 | 9  | 8  | 55 | 40 | 48   |
| 2016-17 | 리버풀 FC           | 프리미어리그  | 4    | 38   | 22 | 10 | 6  | 78 | 42 | 76   |
| 2017-18 | 리버풀 FC           | 프리미어리그  | 4    | 38   | 21 | 12 | 5  | 84 | 38 | 75   |
| 2018-19 | 리버풀 FC           | 프리미어리그  | 2    | 38   | 30 | 7  | 1  | 89 | 22 | 97   |
| 2019-20 | 리버풀 FC           | 프리미어리그  | 1    | 38   | 32 | 3  | 3  | 85 | 33 | 99   |
| 2020-21 | 리버풀 FC           | 프리미어리그  | 3    | 38   | 20 | 9  | 9  | 68 | 42 | 69   |
| 2021-22 | 리버풀 FC           | 프리미어리그  | 2    | 38   | 28 | 8  | 2  | 94 | 26 | 92   |
| 2022-23 | 리버풀 FC           | 프리미어리그  | 5    | 38   | 19 | 10 | 9  | 75 | 47 | 67   |
| 2023-24 | 리버풀 FC           | 프리미어리그  | 3    | 38   | 24 | 10 | 4  | 86 | 41 | 82   |

## 같이 보기
- UEFA 챔피언스리그 우승 감독 목록